# Hoplobrotula armata
Hoplobrotula armata är en fiskart som först beskrevs av Temminck och Schlegel, 1846.  Hoplobrotula armata ingår i släktet Hoplobrotula och familjen Ophidiidae. Inga underarter finns listade i Catalogue of Life.